# Robin Kamber
Robin Roger Kamber (ur. 15 lutego 1996 w Bazylei) – szwajcarski piłkarz grający na pozycji pomocnika. Obecnie związany ze szwajcarskim klubem SC Young Fellows Juventus. Były, młodzieżowy reprezentant Szwajcarii.